# Bandeira de Santa Bárbara d'Oeste
A bandeira municipal de Santa Bárbara d'Oeste é verde, com um chaveirão amarelo e uma lisonja branca que abriga o brasão de armas do município. A bandeira atual foi oficializada em 13 de maio de 1996 pela Lei Municipal nº 2195.

## Significado
Sua simbologia é detalhada no terceiro artigo da Lei Municipal nº 2195:
§ 1º. A cor verde tem o significado de cortesia, civilidade, alegria, amizade, abundância e esperança [...].
§ 2º. O amarelo corresponde ao ouro dos brasões de armas, representando riqueza, esplendor, generosidade nobreza, glória, poder, força, fé, prosperidade, soberania e mando.
§ 3º. O branco corresponde ao prata dos brasões de armas, tem o significado de felicidade, pureza, verdade, formosura, franqueza, integridade, eqüidade e amizade, lembrando o elo de ligação entre a bandeira existente e a adotada por esta lei [...].
§ 4º. O chaveirão representa elevação moral, altos desígnios e firmeza de caráter, e, deitado, assemelha-se a uma ponta de lança, a indicar o impulso com que o Município se atira a um futuro de desenvolvimento e progresso, cada vez maiores.
§ 5º. A lisonja tem o formato do escudo feminino, evocando a faustíssima circustância de ter sido o Município fundado por mulher, a figura da Fundadora, Dona Margarida da Graça Martins e bem assim a Santa Padroeira que empresta o nome para formar o topônimo, que o Município ostenta.
O sexto artigo dessa lei também torna obrigatório o ensino, na rede escolar municipal, do significado e do desenho dessa bandeira municipal.